# Corgoň liga 2005/2006
1. slovenská fotbalová liga v sezóně 2005/06.

## Kluby hrající Corgoň ligu v roce 2005/06
| Klub                     | Město             | Stadion                     | Kapacita | Komentář |
| ------------------------ | ----------------- | --------------------------- | -------- | -------- |
| FC Spartak Trnava        | Trnava            | Štadión Antona Malatinského | 18 448   |          |
| AS Trenčín               | Trenčín           | Štadión na Sihoti           | 16 000   |          |
| FK Inter Bratislava      | Bratislava        | Štadión Pasienky            | 13 295   |          |
| FC Nitra                 | Nitra             | Štadión pod Zoborom         | 11 384   |          |
| FK Dukla Banská Bystrica | Banská Bystrica   | Štadión SNP                 | 10 000   |          |
| FC Artmedia Bratislava   | Bratislava        | Štadión Petržalka           | 9 500    |          |
| MŠK Žilina               | Žilina            | Štadión pod Dubňom          | 6 311    |          |
| FK Matador Púchov        | Púchov            | Štadión FK Matador          | 6 000    |          |
| FK ZTS Dubnica nad Váhom | Dubnica nad Váhom | Štadión Dubnica nad Váhom   | 5 450    |          |
| MFK Ružomberok           | Ružomberok        | Štadión pod Čebraťom        | 5 000    |          |

### Konečná tabulka
| Poř. | Tým                      | Z  | V  | R  | P  | VG | OG | B  |
| ---- | ------------------------ | -- | -- | -- | -- | -- | -- | -- |
| 1.   | MFK Ružomberok           | 36 | 26 | 2  | 8  | 62 | 28 | 80 |
| 2.   | FC Artmedia Bratislava   | 36 | 23 | 5  | 8  | 58 | 33 | 74 |
| 3.   | FC Spartak Trnava        | 36 | 21 | 5  | 10 | 57 | 31 | 68 |
| 4.   | MŠK Žilina               | 36 | 18 | 6  | 12 | 69 | 44 | 60 |
| 5.   | FC Nitra                 | 36 | 12 | 9  | 15 | 42 | 48 | 45 |
| 6.   | FK Dukla Banská Bystrica | 36 | 12 | 6  | 18 | 37 | 42 | 42 |
| 7.   | AS Trenčín               | 36 | 11 | 9  | 16 | 31 | 49 | 42 |
| 8.   | FK ZTS Dubnica nad Váhom | 36 | 10 | 10 | 16 | 41 | 55 | 40 |
| 9.   | FK Inter Bratislava      | 36 | 7  | 9  | 20 | 27 | 62 | 30 |
| 10.  | FK Matador Púchov        | 36 | 7  | 5  | 24 | 29 | 64 | 26 |

- Sestupujícím klubem v ročníku 2005/06 Corgoň ligy je FK Matador Púchov.
- Mistrovským klubem v ročníku 2005/06 Corgoň ligy je MFK Ružomberok.
- V tomto ročníku z 2. nejvyšší slovenské fotbalové ligy postupují do ročníku 2006/07 tři kluby: MFK Košice, ŠK Slovan Bratislava a FC Senec (od sezóny 2006/07 tak bude Corgoň ligu hrát místo 10 fotbalových klubů 12).

## Tabulka ligových střelců
| Poř. | Nár.      | Hráč             | Klub                     | Branky |
| ---- | --------- | ---------------- | ------------------------ | ------ |
| 1    | Slovensko | Róbert Rák       | FC Nitra                 | 21     |
|      | Slovensko | Erik Jendrišek   | MFK Ružomberok           | 21     |
| 3    | Slovensko | Róbert Semeník   | FK Dukla Banská Bystrica | 18     |
| 4    | Česko     | Jan Nezmar       | MFK Ružomberok           | 17     |
|      | Slovensko | Stanislav Šesták | MŠK Žilina               | 17     |
| 6    | Slovensko | Pavol Straka     | MŠK Žilina               | 16     |
| 7    | Slovensko | Miroslav Kriss   | Spartak Trnava           | 12     |
| 8    | Slovensko | Vladimír Kožuch  | Spartak Trnava           | 9      |
|      | Česko     | Lubomír Blaha    | Spartak Trnava           | 9      |
| 10   | Slovensko | Marek Bakoš      | Matador Púchov           | 8      |
|      | Slovensko | Juraj Halenár    | Artmedia Bratislava      | 8      |
|      | Česko     | Lukáš Hartig     | Artmedia Bratislava      | 8      |
|      | Slovensko | Branislav Fodrek | Artmedia Bratislava      | 8      |
|      | Slovensko | Michal Filo      | FK ZTS Dubnica nad Váhom | 8      |

## Vítěz
| Corgoň liga 2005/06 MFK Ružomberok (1. titul) |